# 剑叶金鸡菊
剑叶金鸡菊（学名：Coreopsis lanceolata），又名大金鸡菊、线叶金鸡菊，为菊科金鸡菊属的植物，分布于北美洲、南美洲、亞洲及非洲南部各地。它在作爲觀賞植物引种到中國和日本之後，成爲了入侵物種。在日本，剑叶金鸡菊現屬於禁止種植的植物。